# Joaquín Gutiérrez Heras
Joaquín Gutiérrez Heras (* 28. September 1927 in Tehuacán; † 3. März 2012 in Mexiko-Stadt) war ein mexikanischer Komponist.

## Leben
Sein Studium der Architektur an der Universidad Nacional Autónoma de México (UNAM) brach er aufgrund seiner Entscheidung für die Musik ab. Nachdem er sich seine Fertigkeiten zunächst autodidaktisch angeeignet hatte, studierte er ab 1950 am Conservatorio Nacional de Música unter anderem unter Rodolfo Halffter und Blas Galindo. 1952 ging er als Stipendiat der französischen Regierung gemeinsam mit Olivier Messiaen und anderen nach Paris. Ein weiteres Stipendium der Rockefeller-Stiftung ermöglichte ihm die Fortsetzung seiner Ausbildung an der Juilliard School in  New York. Wieder zurück in Mexiko, schloss er sich der Gruppe „Nueva Música de México“ (dt.: Neue Musik Mexikos) an.
Neben seiner kompositorischen Arbeit war er Hochschullehrer an verschiedenen Institutionen, dozierte auf Veranstaltungen und veröffentlichte mehrere Fachartikel. Überwiegend komponierte er zwischen 1965 und 1992 Film-, Ballett- und Theatermusik. Für seine Werke wurde er mehrfach ausgezeichnet. Gutiérrez ist unter anderem Mitglied der Academia de Artes.

## Auszeichnungen
- 1974: Premio Diosa in Silber für „El cumpleaños del perro“
- 1977: Premio Ariel für „Naufragio“
- 1977: Premio Ariel für die Partidur in „Los indolentestambién“
- 1983: Premio Ariel und Premio Diosa in Gold für „El corazón de la noche“